# 須藤琉偉
須藤 琉偉（すどう るい、2006年〈平成18年〉8月5日 - ）は、日本の俳優、アイドル、歌手、モデル。神奈川県出身。スターダストプロモーション新人部所属。スターダストプロモーションの男性アーティスト集団「EBiDAN」から派生した中学生ユニット・STA*Mのメンバーである。メンバーカラーは青。

## 略歴
2015年、スターダスト所属の若手俳優で構成されるEBiDAN唯一の小学生グループ、スタメンKiDSのメンバーとして活動を開始。
2019年にはメンバーの長﨑大晟と共にファッション情報誌Cuugal2月号のカバーボーイを務め、同誌の表紙を飾る。
過去にCuugalのカバーボーイを務めたことがあるのはこの二人のみである。
2020年、ベネッセコーポレーション 進研ゼミ 「話す聞く英語」篇・ベネッセコーポレーション 進研ゼミ 中学講座「AI学習アシスタントと姉」篇に出演。

## 人物
・身長は174cm。STA＊Mのメンバーでは一番身長が高く、ファッション情報誌Cuugalでは、長﨑大晟と同じくメンズモデルの募集対象年齢にはまだ対応するものの、募集対象身長を超えたため、創刊号から第3号までの登場となった、と思われたが、第7号で約1年ぶりに再登場した。
・Cuugal第2号のカバーボーイを長﨑大晟とともに務めたことがある。表紙にメンズモデルが登場したのは第2号のみである。
・愛称は「るいるい」。特徴である「りんごほっぺ」と合わせ、「りんごほっぺのるいるい」と親しまれている。
・メンバーの長﨑大晟とはデビュー前から仲が良いことで知られ、二人の名前を合わせ「るいせい」コンビと呼ばれることも多い。
・ファンの総称は「るっこらーず」。
・趣味は ｢ゲーム｣ ｢ボーリング｣ ｢乗馬｣ ｢ピアノ（10～15歳）｣
・特技は ｢ダンス｣ ｢絶叫系乗り物｣

## 出演

### テレビドラマ
- 「ベイビーステップ」第7話-宮川卓也 少年役（TOKYO MX/Amazonプライム・ビデオ）
- NHK大河ドラマ 第59作「麒麟がくる」NHK総合　第29回 ※方仁親王役[2]
- 「東京地検の男」（2021年3月24日、テレビ朝日） - 東丸茂樹 役[3]
- テレビ東京 ドラマ24「スナック キズツキ」第8話 智也役

### ショートフィルム
- 「また会う日まで」（「O!!iDO短編映画祭」にて上映）

### 舞台
- 「虹色サラウンド〜SURREAL〜」-中島昌利 幼少期役[4]
- 音楽朗読劇『千夜星霜〜商人アンヘルトの宴は砂に歌う〜』（2024年8月21日 - 25日、あうるすぽっと） - ルーフェンス 役[5]

### 広告
- 日本マクドナルド「ハッピーセット ポケモン」
- 不二家「カントリーマアム」
- トヨタ自動車 WHAT WOWS YOU.「スポーツ」篇
- ユニバーサル・スタジオ・ジャパン(USJ) 『妖怪ウォッチ・ザ・リアル 3』CM
- 株式会社三菱UFJ銀行「似たもの母娘」篇
- ベネッセコーポレーション 進研ゼミ「聞く話す英語」篇
- ベネッセコーポレーション 進研ゼミ 中学講座「AI学習アシスタントと姉」篇

### ミュージックビデオ
- DISH//「変顔でバイバイ！！」

### 雑誌
- Cuugal-メンズモデル

### その他
- BURTON「スノーウェア」〈カタログ〉